# Храм Воскресения Христова (Курск)
Храм Воскресе́ния Христо́ва (Воскресе́нская це́рковь) — православный храм в городе Курске, на территории Курского Знаменского Богородицкого мужского монастыря.

## История
Воскресенский храм Курского Знаменского Богородицкого мужского монастыря построен на пожертвования горожан при епископе Сергии (впоследствии митрополите Московском) в 1875 году на престольном месте обветшавшего древнего городского Воскресенского собора, снесённого в 1788 году в процессе формирования нового городского центра согласно регулярному плану застройки Курска. В 1876 году состоялось освящение храма. Он имел три престола — преподобного Феодосия Печерского, Христова Воскресения и преподобного Иосифа Песнописца.
Храм закрыт в 1923 году, в 1926—1927 годах в здании размещался губернский архив. 6 ноября 1945 года помещение передано создаваемому заводу по производству низковольтной аппаратуры Наркомэлектропрома (сейчас — Курский электроаппаратный завод), использовалось как склад. К зданию храма были сделаны пристройки, в которых располагались различные службы завода, внутреннее пространство церкви также было сильно перестроено: под куполом размещён второй этаж, в алтаре устроена щитовая, полукруглые окна были замурованы.
В 1997 году было принято решение губернатора Курской области о передаче здания Русской Православной церкви. 26 ноября 2002 года в конференц-зале Курского епархиального управления между председателем совета директоров ОАО «Электроаппарат» Андреем Канунниковым и Курской епархией было подписано соглашение о передаче Воскресенского храма Русской Православной Церкви, что было осуществлено в 2003 году. В конце февраля 2004 года, в Прощёное воскресенье, митрополит Курский и Рыльский Ювеналий провёл первую за предшествовавшие 80 лет Божественную литургию в этом храме. 18 апреля 2006 года на главу реставрируемого Воскресенского храма в торжественной обстановке был водружен купол диаметром 17 метров и весом порядка 20 тонн, изготовленный в городе Волгодонске на ЗАО «Инженерный центр „Грант“». Изготовление и установка купола были оплачены руководством Курского электроаппаратного завода, в целом на восстановление храма руководством завода было пожертвовано 4 млн рублей. Реставрация храма осуществляется по проекту, выполненному Ярославским институтом проблем городов и градостроительства, подрядчиком выступает ООО «Курскреставрация». К августу 2015 года выполнены отделочные работы, выложены подоконники, установлены оконные блоки, устроены гранитные полы. Во время проведения работ обнаружен внушительных размеров цокольный этаж, для очистки которого необходимо вывезти 4000 м³ грунта.

## Архитектура и убранство храма
Кирпичный однокупольный храм в духе эклектики с центрическим планом в виде византийского креста. Его стены были выложены из красного лицевого кирпича и окрашены цветными красками в византийском стиле. Храм имел богатое внутреннее оформление: его стены изнутри были облицованы искусственным мрамором и расписаны живописными изображениями на сюжеты из Ветхого и Нового завета, иконостас и престолы были выполнены из мрамора, а царские врата отлиты из серебра.
Храм имеет боковые приделы Феодосия Печерского и Иосифа Песнописца.
Цокольный этаж храма имеет внушительные размеры: высота от подоконника до фундамента составляет 5 м.